# Pierre-Édouard Bellemare
Pierre-Édouard Bellemare (* 6. března 1985, Le Blanc-Mesnil) je francouzský hokejový útočník hrající v severoamerické National Hockey League (NHL) za tým Tampa Bay Lightning. Předtím působil ve Francii a Švédsku.

## Hráčská kariéra
Bellemare s hokejem začínal ve Francie, kde s týmem Dragons de Rouen v sezónách 2002/2003 a 2005/2006 ovládl nejvyšší domácí soutěž Ligue Magnus. Následně se přesunul do Švédska, kde nastupoval v tamní švédské superlize ledního hokeje (SHL) v dresu mužstva Skellefteå AIK. S ním vyhrál dvakrát švédskou soutěž v ročnících 2012/2013 a 2013/2014.
Dne 11. července 2014 podepsal roční smlouvu s týmem severoamerické National Hockey League (NHL) Philadelphia Flyers. V první sezóně 2014/15 zaznamenal svou první branku v této soutěži, když 22. října v pensylvánském derby proti Pittsburghu Penguins překonal Marca-Andrého Fleuryho. Po uzávěrce přestupů podepsal dne 2. března 2015 s klubem nový dvouletý kontrakt, který mu zajistí celkem 1 425 000 amerických dolarů.
Dne 19. dubna 2016, v třetím zápase série úvodního kola play-off proti Washingtonu Capitals, dohrál souboj u mantinelu s ruským obráncem Dmitrijem Orlovem, který po jeho zákroku zůstal ležet na ledě. Následovala velká bitka a vedení NHL rozhodlo o jeho suspendaci na jedno utkání. Ačkoliv Orlov neutrpěl žádné výraznější zranění, incident rozdmýchal velkou debatu lidí okolo hokeje, např. bývalý rozhodčí NHL Kerry Fraser označil Bellemarův hit jako "idiotský" a "špatně vyhodnocený", navíc podle něj mohl mít za následek velmi vážné zranění Orlova.

## Soukromý život
Bellemarův otec se narodil na ostrově Martinik, který je zámořským departementem Francie. Jeho sestra, Rose-Eliandre Bellemareová, je sportovní gymnastkou; účastnila se mimo jiné Letních olympijských her 2008 v čínském Pekingu. Kromě francouzštiny mluví plynně švédsky.

## Statistiky

### Klubové statistiky
| Sezona      | Klub                 | Soutěž      | Základní část | Základní část | Základní část | Základní část | Základní část | Play off | Play off | Play off | Play off | Play off |
| Sezona      | Klub                 | Soutěž      | Z             | G             | A             | B             | TM            | Z        | G        | A        | B        | TM       |
| ----------- | -------------------- | ----------- | ------------- | ------------- | ------------- | ------------- | ------------- | -------- | -------- | -------- | -------- | -------- |
| 2002/03     | Dragons de Rouen     | FRA         | 11            | 0             | 1             | 1             | 6             | —        | —        | —        | —        | —        |
| 2003/04     | Dragons de Rouen     | FRA         | 22            | 10            | 10            | 20            | 16            | 4        | 1        | 1        | 2        | 4        |
| 2004/05     | Dragons de Rouen     | FRA         | 28            | 4             | 15            | 19            | 20            | 12       | 7        | 5        | 12       | 6        |
| 2005/06     | Dragons de Rouen     | FRA         | 26            | 12            | 17            | 29            | 24            | 9        | 2        | 7        | 9        | 6        |
| 2006/07     | Leksands IF          | Swe.1       | 44            | 8             | 11            | 19            | 24            | 10       | 1        | 0        | 1        | 4        |
| 2007/08     | Leksands IF          | J20         | 2             | 1             | 0             | 1             | 4             | —        | —        | —        | —        | —        |
| 2007/08     | Leksands IF          | Swe.1       | 40            | 14            | 15            | 29            | 12            | 10       | 2        | 3        | 5        | 4        |
| 2008/09     | Leksands IF          | Swe.1       | 41            | 31            | 18            | 49            | 113           | 10       | 5        | 5        | 10       | 6        |
| 2009/10     | Skellefteå AIK       | SEL         | 49            | 9             | 5             | 14            | 16            | 12       | 2        | 7        | 9        | 8        |
| 2010/11     | Skellefteå AIK       | SEL         | 53            | 10            | 8             | 18            | 20            | 16       | 1        | 4        | 5        | 0        |
| 2011/12     | Skellefteå AIK       | SEL         | 55            | 19            | 17            | 36            | 40            | 15       | 4        | 8        | 12       | 12       |
| 2012/13     | Skellefteå AIK       | SEL         | 29            | 6             | 16            | 22            | 47            | 9        | 0        | 1        | 1        | 2        |
| 2013/14     | Skellefteå AIK       | SEL         | 52            | 20            | 15            | 35            | 32            | 14       | 9        | 5        | 14       | 6        |
| 2014/15     | Philadelphia Flyers  | NHL         | 81            | 6             | 6             | 12            | 18            | —        | —        | —        | —        | —        |
| 2015/16     | Philadelphia Flyers  | NHL         | 74            | 7             | 7             | 14            | 27            | 5        | 0        | 1        | 1        | 15       |
| 2016/17     | Philadelphia Flyers  | NHL         | 82            | 4             | 4             | 8             | 20            | —        | —        | —        | —        | —        |
| 2017/18     | Vegas Golden Knights | NHL         | 72            | 6             | 10            | 16            | 14            | 20       | 0        | 3        | 3        | 14       |
| 2018/19     | Vegas Golden Knights | NHL         | 76            | 6             | 9             | 15            | 6             | 6        | 0        | 0        | 0        | 2        |
| 2019/20     | Colorado Avalanche   | NHL         | 69            | 9             | 13            | 22            | 17            | 15       | 2        | 1        | 3        | 6        |
| 2020/21     | Colorado Avalanche   | NHL         | 53            | 9             | 2             | 11            | 21            | 10       | 0        | 3        | 3        | 0        |
| 2021/22     | Tampa Bay Lightning  | NHL         | 80            | 9             | 11            | 20            | 19            | 23       | 2        | 1        | 3        | 27       |
| 2022/23     | Tampa Bay Lightning  | NHL         | 73            | 4             | 9             | 13            | 34            | 6        | 1        | 1        | 2        | 0        |
| 2023/24     | Seattle Kraken       | NHL         | 40            | 4             | 3             | 7             | 6             | —        | —        | —        | —        | —        |
| NHL celkově | NHL celkově          | NHL celkově | 700           | 64            | 74            | 138           | 182           | 85       | 5        | 10       | 15       | 43       |
| SHL celkově | SHL celkově          | SHL celkově | 238           | 64            | 61            | 125           | 155           | 66       | 16       | 25       | 41       | 28       |

### Reprezentační statistiky
| 2002            | Francie 18      | MS18 (Div II)   | 5  | 6  | 4  | 10 | 4  |
| 2003            | Francie 18      | MS18 (Div I)    | 4  | 3  | 1  | 4  | 29 |
| 2004            | Francie 20      | MSJ (Div I)     | 5  | 0  | 0  | 0  | 6  |
| 2004            | Francie         | MS              | 3  | 0  | 0  | 0  | 2  |
| 2005            | Francie 20      | MSJ (Div I)     | 5  | 5  | 1  | 6  | 18 |
| 2005            | Francie         | KZOH            | 6  | 1  | 2  | 3  | 6  |
| 2005            | Francie         | MS (Div I)      | 5  | 1  | 0  | 1  | 0  |
| 2007            | Francie         | MS (Div I)      | 5  | 2  | 3  | 5  | 2  |
| 2008            | Francie         | MS              | 5  | 0  | 0  | 0  | 18 |
| 2009            | Francie         | KZOH            | 3  | 1  | 1  | 2  | 0  |
| 2009            | Francie         | MS              | 6  | 2  | 1  | 3  | 2  |
| 2010            | Francie         | MS              | 6  | 1  | 2  | 3  | 4  |
| 2011            | Francie         | MS              | 6  | 1  | 1  | 2  | 2  |
| 2012            | Francie         | MS              | 5  | 2  | 4  | 6  | 4  |
| 2013            | Francie         | KZOH            | 3  | 2  | 1  | 3  | 2  |
| 2013            | Francie         | MS              | 7  | 1  | 3  | 4  | 0  |
| 2014            | Francie         | MS              | 8  | 3  | 5  | 8  | 6  |
| 2016            | Francie         | MS              | 7  | 1  | 3  | 4  | 0  |
| Junioři celkově | Junioři celkově | Junioři celkově | 19 | 14 | 6  | 20 | 57 |
| Senioři celkově | Senioři celkově | Senioři celkově | 75 | 18 | 26 | 44 | 48 |

#### Profily
- Pierre-Édouard Bellemare – statistiky na Hockeydb.com (anglicky)
- Pierre-Édouard Bellemare – statistiky na Elite Prospects (anglicky)
- Pierre-Édouard Bellemare – statistiky na NHL.com